# Cephalaria leucantha
Cephalaria leucantha — вид квіткових рослин родини жимолостеві (Caprifoliaceae).

## Етимологія
лат. leucantha — «з білими квітами».

## Опис
Міцна багаторічна рослина з довгим стеблом деревним біля основи. Досягає розмірів до 90–150 см у висоту. Листя 15–160 × 3–60 мм. Квіти білі або блідо-лимонного кольору наявні з липня по листопад. Квіткові голови 1.5–2.5 см. Квіти білого чи блідо-лимонного забарвлення.

## Поширення
Північна Африка: Алжир. Південна Європа: Албанія; Колишня Югославія; Греція; Італія; Франція; Португалія; Гібралтар; Іспанія. 
Росте на висотах від рівня моря до 1400 метрів.

## Галерея

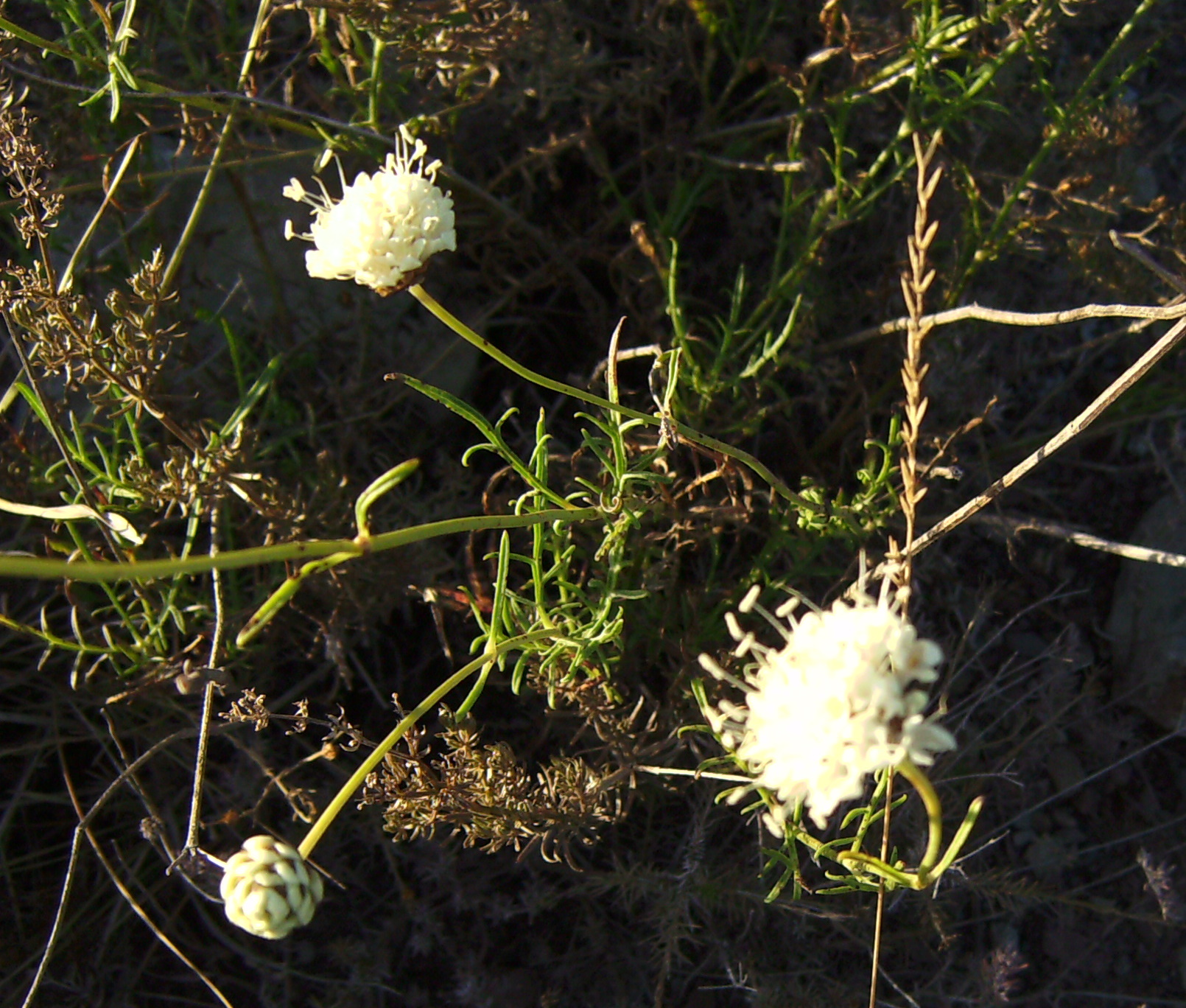
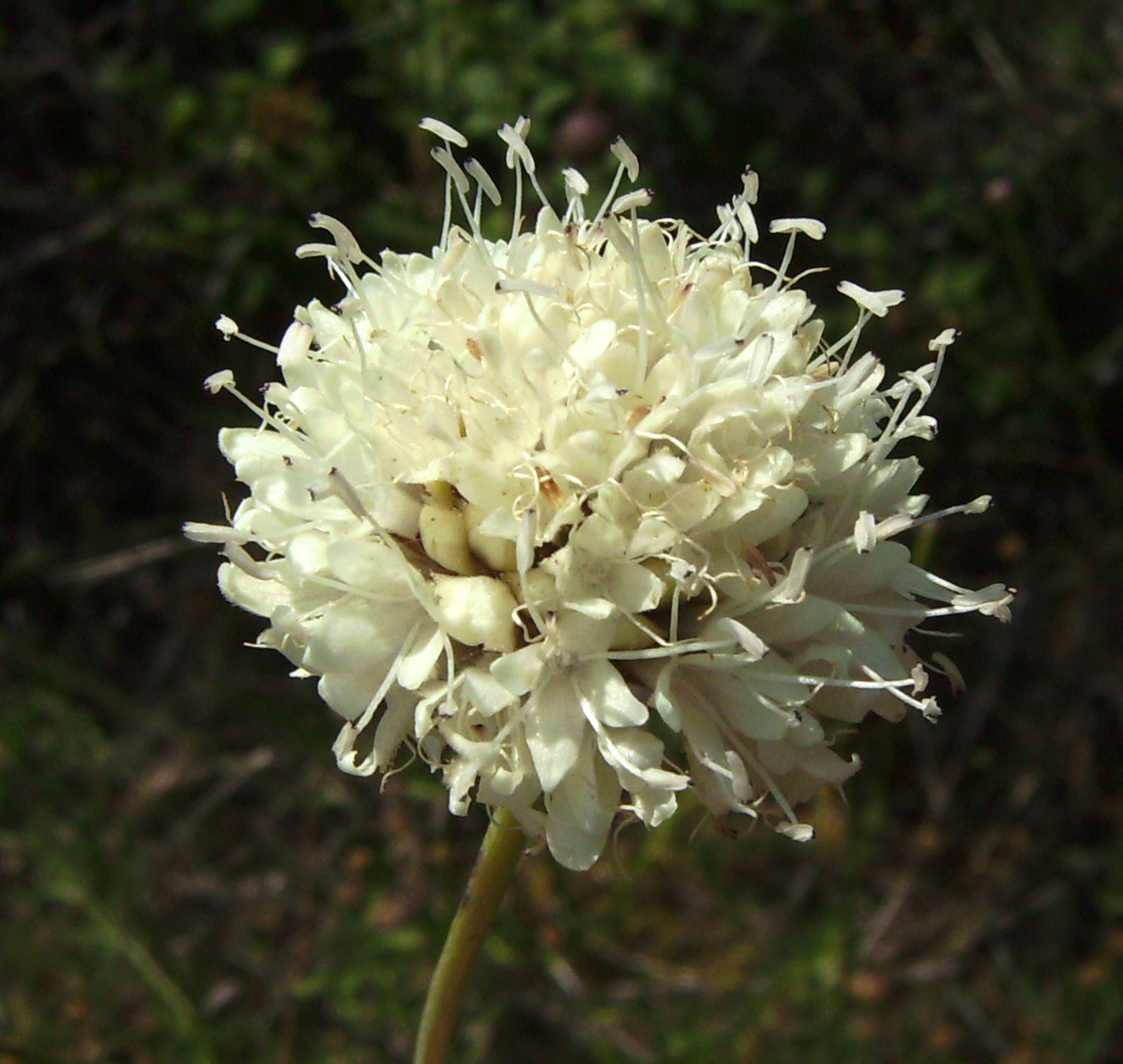